# S. David Griggs
Stanley David Griggs (* 7. September 1939 in Portland, Oregon; † 17. Juni 1989 bei Earle, Arkansas) war ein US-amerikanischer Astronaut.

## Ausbildung
David Griggs erhielt 1962 einen Bachelor von der United States Naval Academy und 1970 einen Master in Administration von der George Washington University.
1962 begann er bei der United States Navy seine Ausbildung zum Marineflieger. Von 1964 bis 1967 war er im Mittelmeer und vor Südostasien während des Vietnamkrieges an Bord der Flugzeugträger Independence bzw. Franklin D. Roosevelt stationiert. 1967 absolvierte er die US. Naval Test Pilot School und arbeitete bis 1970 als Testpilot.

## Astronautentätigkeit
1970 wechselte Griggs von der Navy zum Johnson Space Center der NASA als Forschungspilot. 1974 übernahm er die Aufgabe des Projektpiloten für das Shuttle Training Aircraft (STA). Er war an der Konstruktion, der Entwicklung und den Tests dieses Flugzeugs beteiligt. 1976, nach der Indienststellung des STA, wurde er Leiter des Büros für das STA und war damit zuständig für den Betrieb dieses Flugzeugs. Im Januar 1978 wurde er von der NASA als Astronautenanwärter ausgewählt. Von 1979 bis 1983 war er an der Entwicklung verschiedener Systeme des Space Shuttles beteiligt.

### STS-41-F
STS-41-F  war für August 1984 mit der Raumfähre Discovery geplant. Dies wäre der erste Flug der Discovery gewesen, wenn sie nicht aufgrund von Verspätungen der Nutzlast abgesagt worden wäre. Als Besatzung waren Karol J. Bobko, Donald E. Williams, Rhea Seddon, David Griggs und Jeffrey A. Hoffman vorgesehen. 
Der Flug wurde dann STS-51-E.

### STS-51-E
Dieser Flug der Challenger wurde wegen Problemen der IUS-Oberstufe abgesagt. Es hätte ein TDRS-Satellit ausgesetzt werden sollen. Als Besatzung waren Karol Bobko, Donald Williams, Rhea Seddon, David Griggs, Jeffrey Hoffman, der französische Nutzlastspezialist Patrick Baudry und der Politiker Jake Garn vorgesehen.

### STS-51-D

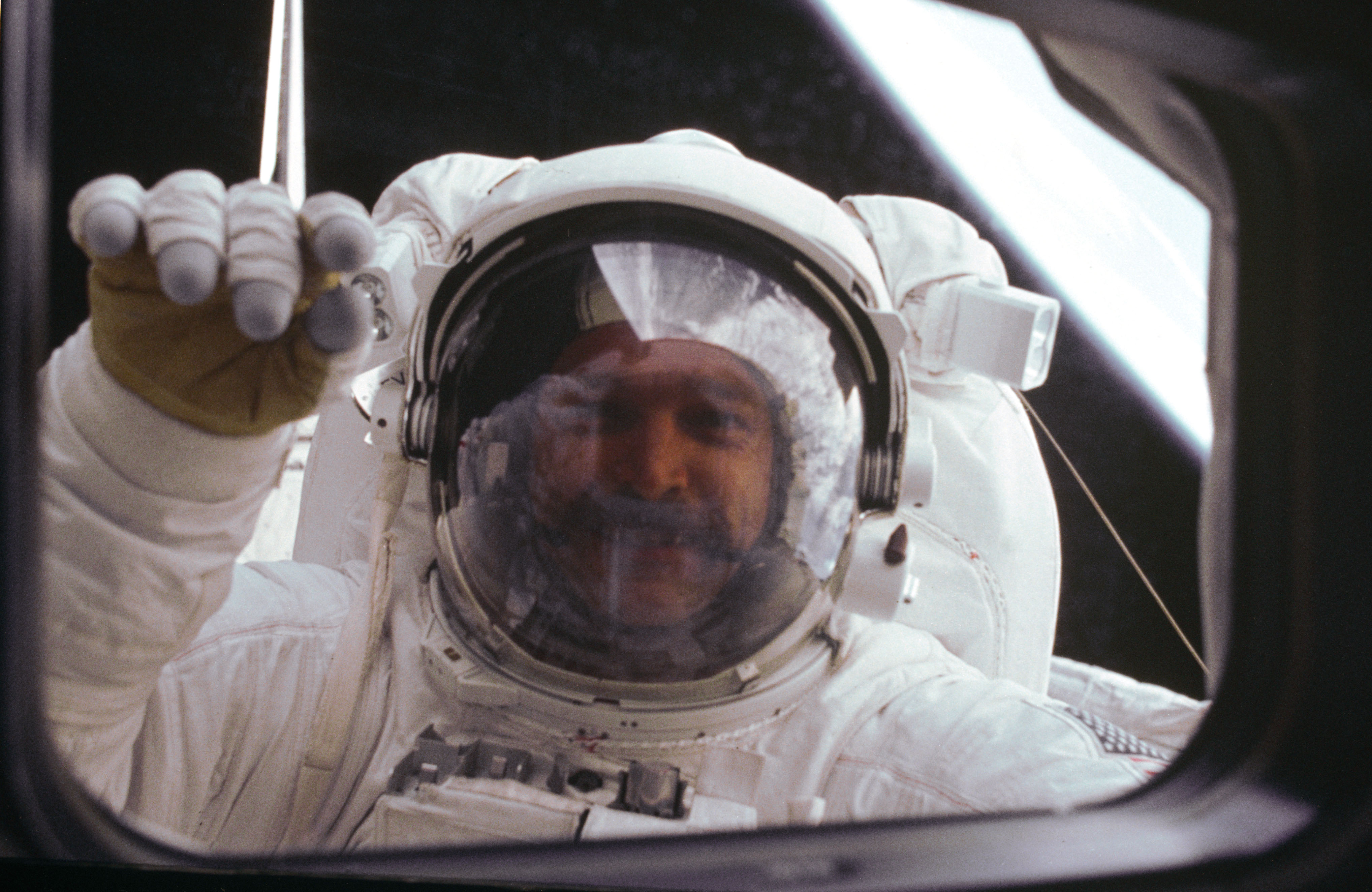
Griggs winkt der Raumfähre während seiner dreistündigen EVA

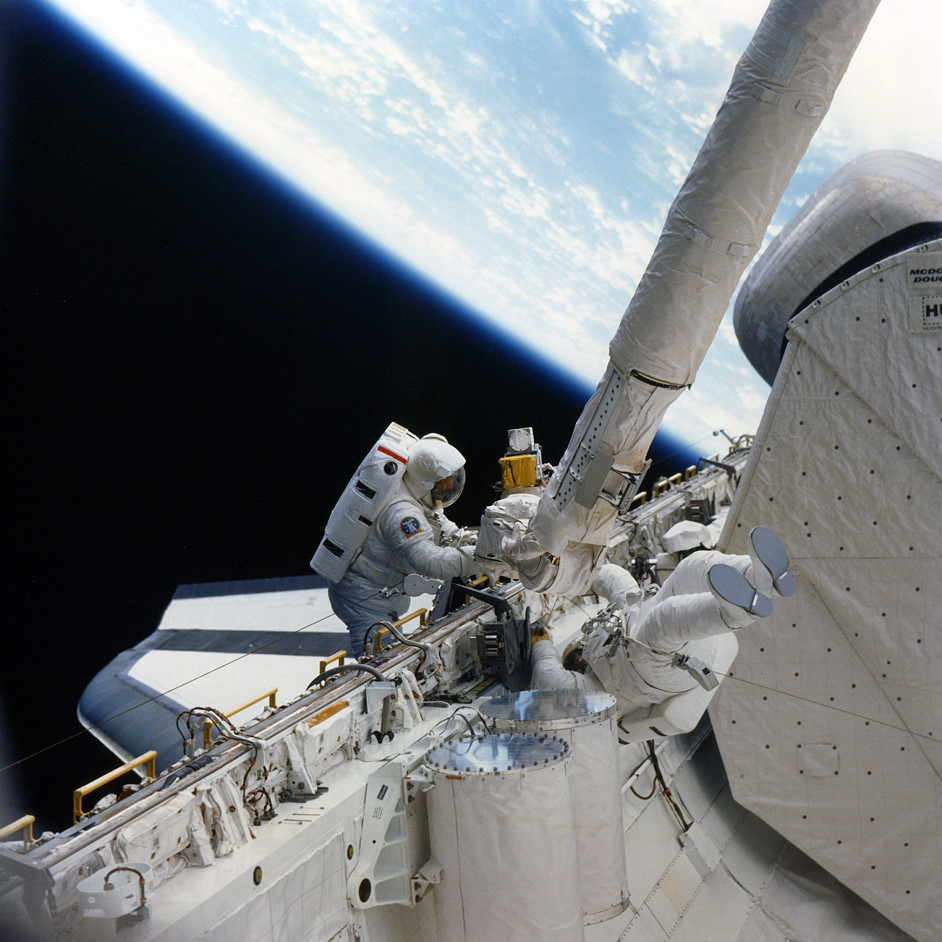
Hoffman und Griggs während des Weltraumausstiegs

Am 12. April 1985 startete Griggs als Missionsspezialist mit der Discovery zum ersten Mal ins All. Nutzlast waren die beiden Satelliten TELESAT-9 und LEASAT-3. Beim letzteren funktionierte jedoch die automatische Inbetriebnahme der Antenne und des Triebwerks nicht. Bei einem Weltraumausstieg konnte Griggs mit seinem Astronautenkollegen Jeffrey Hoffman diesen Defekt nicht beheben.

### STS-61-K
STS-61-K war eine Columbia-Mission, die wegen der Challenger-Katastrophe abgesagt wurde. Die EOM-1-Shuttle-Mission war für Oktober 1986 vorgesehen. Als Besatzung waren Vance D. Brand, David Griggs, Robert L. Stewart, Owen K. Garriott, Claude Nicollier sowie die drei Nutzlastspezialisten Byron Lichtenberg, Michael Lampton und Robert E. Stevenson eingeplant.

### STS-71-E/SLS-1
Auch der nächste geplante Flug wurde noch wegen der Challenger-Katastrophe abgesagt. Der Start der Atlantis-Mission STS-71-E  wäre für April 1987 geplant gewesen. Als Besatzungsmitglieder dieser SLS-1-Mission waren neben Griggs noch Vance Brand, John M. Fabian, James P. Bagian, Rhea Seddon, Drew Gaffney und Robert Phillips geplant.

### STS-33
Griggs war als Pilot für die Discovery-Mission STS-33 nominiert gewesen. Die Mission startete am 22. November 1989, etwa fünf Monate nach seinem Tod.

## Tod
Griggs war begeisterter Privatpilot. Er kam am 17. Juni 1989 beim Absturz seines historischen Trainingsflugzeugs aus dem Zweiten Weltkrieg nahe Earle in Arkansas ums Leben. Er hinterließ seine Frau und zwei Kinder.